# Arrondissements du Val-d'Oise

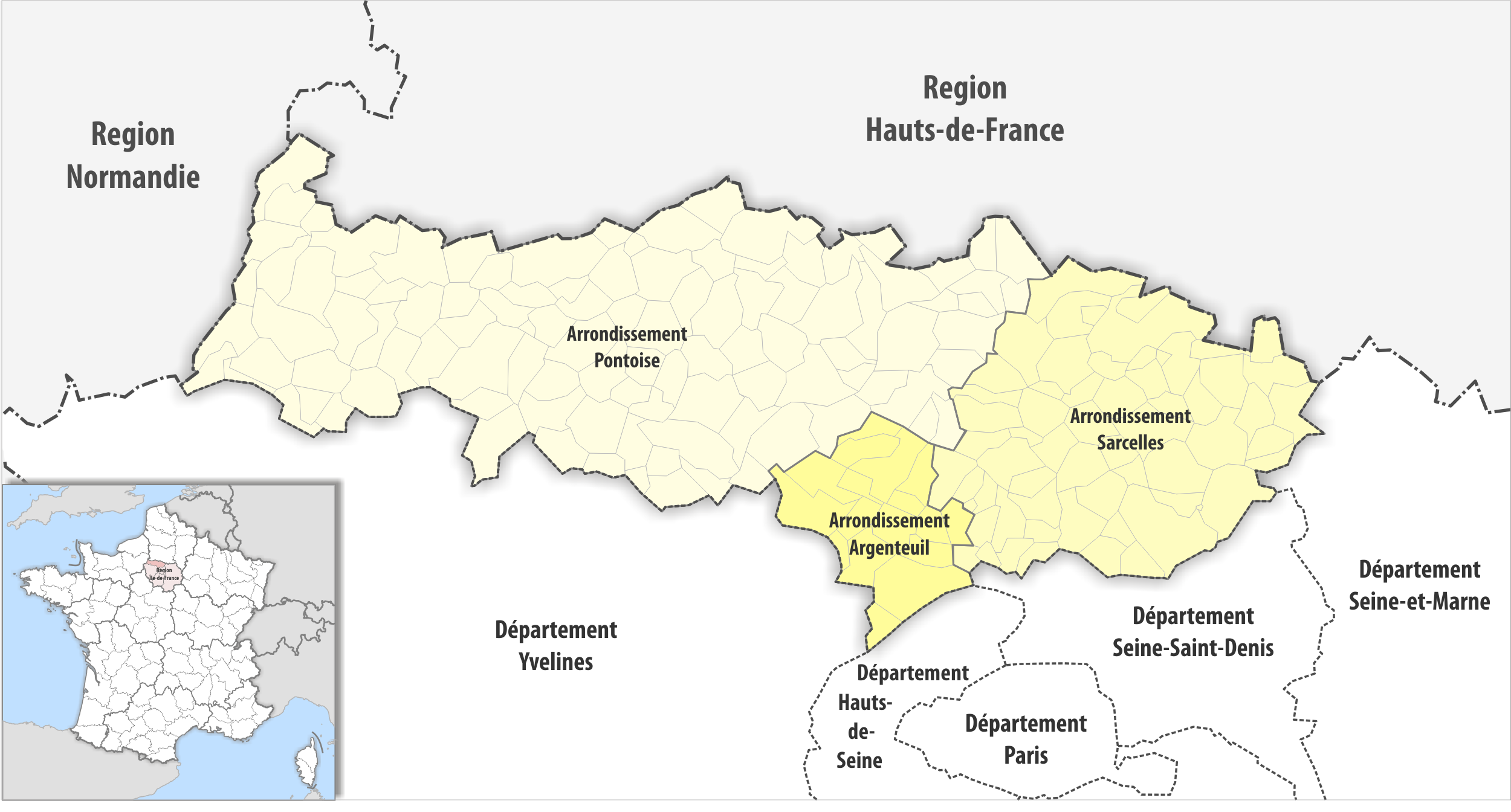
Les arrondissements du Val-d'Oise en 2019.

Le département du Val-d'Oise comprend trois arrondissements.

## Composition
| Nom                         | Code Insee | Superficie (km2) | Population (dernière pop. légale) | Densité (hab./km2) | Modifier             |
| --------------------------- | ---------- | ---------------- | --------------------------------- | ------------------ | -------------------- |
| Arrondissement d'Argenteuil | 951        | 108,60           | 430 278 (2022)                    | 3 962              | modifier les données |
| Arrondissement de Pontoise  | 953        | 766,00           | 354 726 (2022)                    | 463                | modifier les données |
| Arrondissement de Sarcelles | 952        | 371,30           | 485 841 (2022)                    | 1 308              | modifier les données |
| Val-d'Oise                  | 95         | 1 246,00         | 1 270 845 (2022)                  | 1 020              | modifier les données |

## Historique
- Pontoise a été sous-préfecture de Seine-et-Oise de 1790 à 1968 et Gonesse chef-lieu de district de 1790 à 1795.
- 1968 : création du département du Val-d'Oise à partir de 185 communes de Seine-et-Oise réparties en trois arrondissements : Pontoise, Argenteuil, Montmorency
- 2000 : la sous-préfecture de Montmorency est déplacée à Sarcelles
- Au 1er janvier 2017, une réorganisation des arrondissements est effectuée, pour mieux intégrer les récentes modifications des intercommunalités; 13 communes sur 185 sont affectées : 10 passent de Pontoise vers Argenteuil, 2 de Pontoise vers Sarcelles et 1 de Sarcelles vers Pontoise[1].